# 珍妮花·鍾絲
珍妮花·鍾絲（英語：Jennifer Jones，1919年3月2日—2009年12月17日），原名菲丽丝·李·伊斯利（Phylis Lee Isley），美國女演員，其演藝生涯中曾5度獲提名奧斯卡金像獎最佳女主角/女配角，並憑於1943年影片《聖女之歌》(The Song of Bernadette) 首次角逐奧斯卡即獲頒影后；她的代表作包括與威廉·荷頓合演、在香港多處著名景點取景的《生死戀》（ Love is a Many-Splendored Thing）。

## 生平
珍妮花·鍾絲出生时名菲丽丝·李·伊斯利（Phyllis Lee Isley），是家中的独生女，她的父母是演员，并拥有一家剧团，经常在全国巡游。鍾絲5岁那年就登台演出。她父亲后来买下一家破产的剧院。
中学毕业后她考入了西北大学，后来又进入了位于纽约曼哈顿的美國戲劇藝術學院。在那里她遇见了男演员羅伯特·沃克，两人一见钟情并且离开学校开始在当地的剧院登台演出。
1939年1月两人结婚，然后来到了好莱坞。鍾絲同共和电影公司签订了一份为期半年，每周75美元报酬的合同。她第一次演戏就和约翰·韦恩合作，在这之后她出演了一些小成本的电影，不过始终希望能获得更好的角色，而沃克则去纽约的百老汇碰碰运气。当鍾絲发现自己怀孕了以后不得不停止工作，在1940年4月15日她生下了小羅伯特·沃克，第二年又生下了次子米切尔。后来鍾絲遇见了制片人大衛·賽茲尼克，后者给了她一份为期7年的合同并让她改名为珍妮花·鍾絲，她也由此得以出演《聖女之歌》，这部影片的票房反应非常好，鍾絲也因此获得了奥斯卡最佳女主角奖。虽然夫妻二人的事业都开始腾飞，但是他们的婚姻却走到了尽头，而在此前不就他们二人还曾第一次在荧幕上热吻。在接下来的两年中，鍾絲分别因为《自君別後》以及《血灑香箋》被提名为奥斯卡最佳女配角奖以及奥斯卡最佳女主角，不过两次都未能获奖。賽茲尼克清算了自己的制片公司，并于1949年7月13日在意大利迎娶了鍾絲。第一任丈夫在1951年去世后，她把更多的时间花在了儿子们身上。1954年8月12日，鍾絲同賽茲尼克的女儿出生，之后她去了20世纪福克斯公司。1955年，她凭借在福克斯公司拍摄的电影《生死戀》再次获得奥斯卡女主角奖的提名。1974年，她拍摄了自己的最后一部电影《火燒摩天樓》，结果获得金球獎最佳電影女配角的提名。
2009年12月17日，90岁高龄的鍾絲于家中自然死亡。

## 作品
- 1943年：《聖女之歌》（The Song of Bernadette）
  - 奧斯卡最佳女主角獎
  - 金球奖剧情类电影最佳女主角
- 1944年：《自君別後》（Since You Went Away）
  - 提名奧斯卡最佳女配角獎
- 1945年：《血灑香箋》（Love Letters）
  - 提名奧斯卡最佳女主角獎
- 1946年：《陽光下的決鬥》（Duel in the Sun）
  - 提名奧斯卡最佳女主角獎
- 1955年：《生死戀》 (Love is a Many-Splendored Thing)
  - 提名奧斯卡最佳女主角獎
- 1974年：《火燒摩天樓》
  - 提名金球獎最佳電影女配角